# Roland de La Poype
Roland de La Poype (ur. 28 lipca 1920 w Les Pradeaux, zm. 23 października 2012 w Saint-Tropez) – francuski as myśliwski II wojny światowej.

## Życiorys
Urodził się w rodzinie arystokratycznej. Od wczesnych lat uczył się aeronautyki, od 15 sierpnia 1939 służył we francuskich siłach powietrznych, 15 marca 1940 uzyskał licencję pilota, uczył się w szkole pilotów w Étampes. Po upadku Francji, 21 czerwca 1940 udał się do W. Brytanii, gdzie przystąpił do Komitetu Wolnej Francji, od lipca 1940 do stycznia 1941 uczestniczył w operacjach bojowych na terytorium Francuskiej Afryki Zachodniej, w sierpniu 1942 zgłosił się na ochotnika do eskadry „Normandia”. W końcu lata 1942 opuścił Anglię i udał się przez Kamerun, Czad, Egipt, Syrię i Iran do ZSRR, dokąd przybył 28 listopada 1942. Jako dowódca klucza 1 eskadry francuskiego pułku lotniczego „Normandia” walczył w wojnie radziecko-niemieckiej w składzie 303 myśliwskiej dywizji lotniczej 1 Armii Powietrznej 3 Frontu Białoruskiego, m.in. uczestniczył w przełamaniu niemieckiej obrony nad Niemenem, do listopada 1944 wykonał 125 lotów bojowych, odniósł 18 zwycięstw powietrznych, z czego 7 osobistych i 9 w grupie. Po wojnie wrócił do Francji i kontynuował służbę w siłach powietrznych.

## Odznaczenia
- Komandor Legii Honorowej
- Order Wyzwolenia
- Krzyż Wojenny
- Złota Gwiazda Bohatera Związku Radzieckiego (ZSRR, 27 listopada 1944)
- Order Lenina (ZSRR, 27 listopada 1944)
- Order Czerwonego Sztandaru
- Order Wojny Ojczyźnianej I klasy

I medale.